# Edad del Cobre

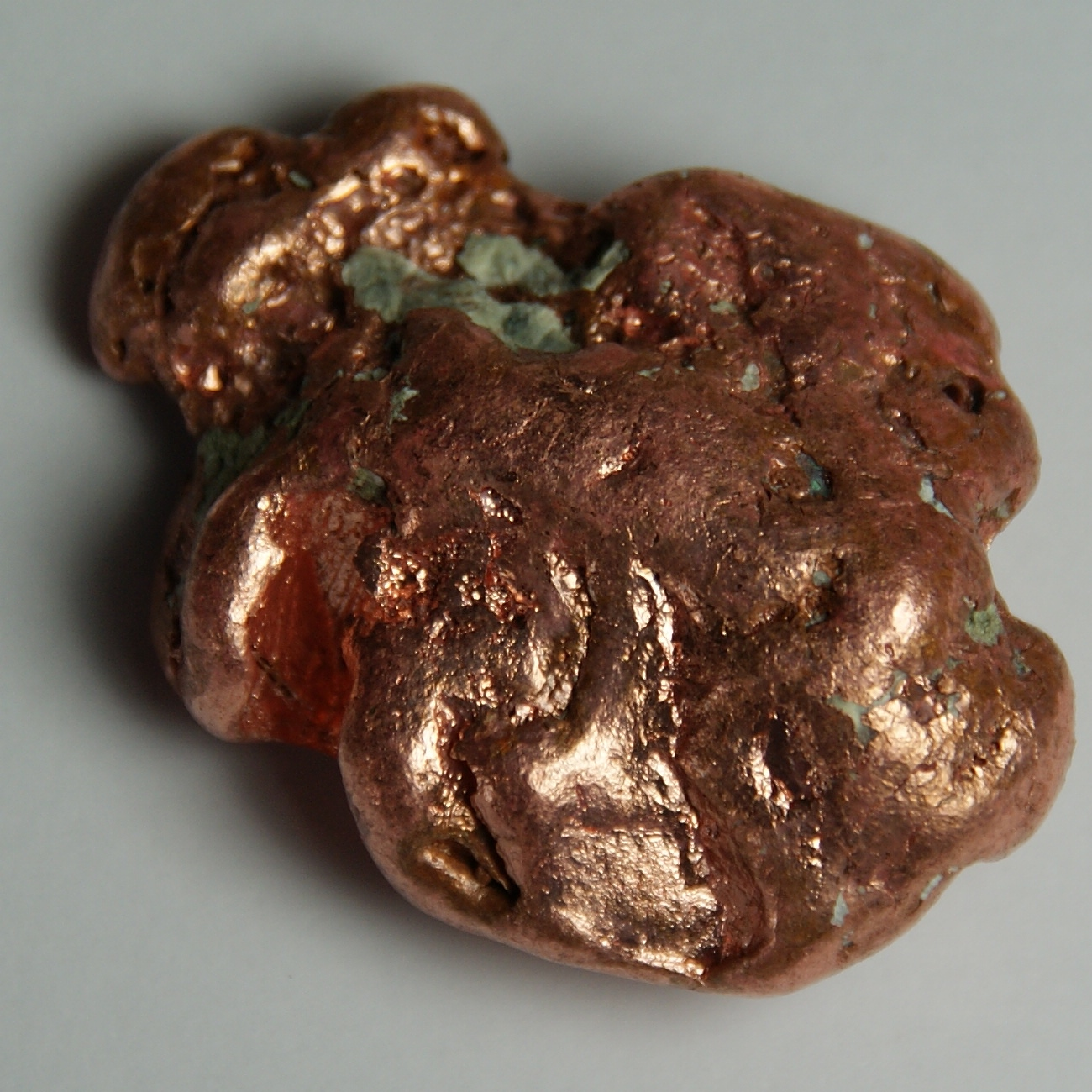
Pepita de cobre.

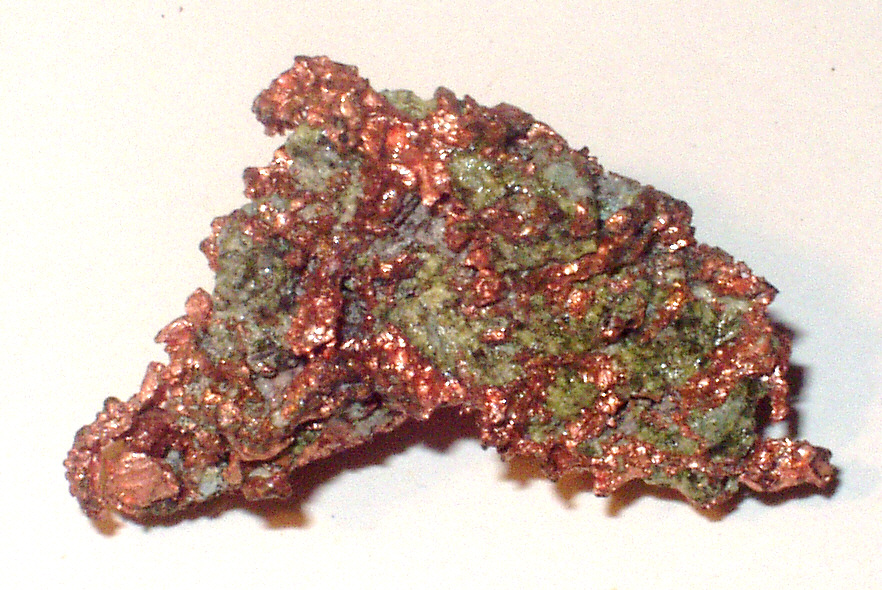
Mineral de cobre.

La Edad del Cobre, también llamada Calcolítico (gr. χαλκός khalkós 'cobre'; gr. λίθος líthos 'piedra') o Eneolítico (lat. aenĕus 'cobre'; gr. λίθος líthos 'piedra'), es un período de la prehistoria ubicado entre el Neolítico (Nueva Edad de Piedra) y la Edad de Bronce. 
El cobre fue uno de los primeros metales que usó el hombre, utilizándolo inicialmente en su estado natural, el cobre nativo, ya que desconocía los mecanismos por los cuales se podía fundir el mineral. En estos primeros tiempos lo moldeaba gracias a las técnicas del martillado o del batido en frío, por lo que esta fase no es considerada todavía calcolítica sino neolítica. El perfeccionamiento de las técnicas cerámicas le permitió la experimentación con los procesos metalúrgicos, comenzando así a comprenderlos. Cuando ya los controlaba empezó a realizar diversas aleaciones con otros minerales, siendo las más habituales la mezcla con arsénico, primero, y la posterior con estaño, la cual dio lugar al bronce. También fueron usados el oro y la plata.

## Introducción

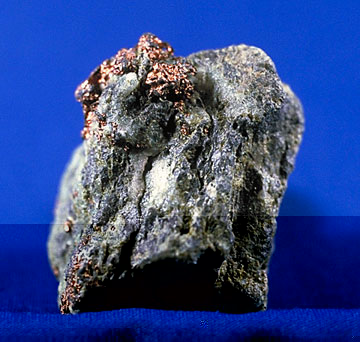
Cobre nativo.

Anteriormente al VI milenio a. C. se han encontrado artefactos de cobre en el sur de Turquía y norte de Irak, pero, posiblemente, habían sido trabajados en frío o calentados ligeramente para conseguir algo de ductilidad. En la cueva de Shanidar (montes Zagros, Irak) se han hallado colgantes hechos con cuentas de cobre en niveles correspondientes al 9500 a. C., o sea, del Neolítico inicial. Pero las primeras evidencias claras de fundición (señaladas por la presencia de escorias de cobre) se han hallado en Çatalhöyük, en Anatolia, y corresponden a un momento cercano al 6000 a. C. A lo largo del VI milenio aparecen más pruebas metalúrgicas por todo el sur de Anatolia, Irak y los Zagros iraníes, de lo cual se ha deducido que el sur de Anatolia y el Kurdistán (zonas ricas en minerales de cobre) pudieron ser las áreas nucleares donde se consiguió su fundición por primera vez. En Pakistán se fundía el cobre hacia el 4000 a. C. y, poco después, también en el norte de la India, Israel y Jordania. En Egipto y en los Balcanes se encuentran artefactos de cobre nativo no fundidos correspondientes al V milenio a. C., pero es durante el IV milenio a. C. cuando se produjo el auge de la metalurgia calcolítica balcánica, en un proceso de características autóctonas que terminó por expandirse a la Grecia continental y, posteriormente, a buena parte del resto de Europa, gracias a las redes de intercambio (de objetos e ideas) existentes desde el Neolítico. En el sur de la península ibérica se han detectado también procesos metalúrgicos de origen autóctono durante el III milenio a. C., relacionados con las culturas arqueológicas de Los Millares y Vila Nova.
En América hay constancia de la fundición del cobre desde principios del I milenio a. C. en los Andes , realizándose aleaciones de este metal con plata y oro desde el 500 a. C. en los actuales territorios de Colombia y Perú para fabricar objetos que tenían, en su mayoría, un uso ritual o de prestigio, siendo pocos los artefactos utilitarios encontrados. Solo a partir del Periodo Horizonte Medio (600-1000 d. C.) se usó el cobre para fabricar objetos de bronce arsenical, estañífero o en aleación con estaño y níquel.

## Contextualizando el Calcolítico
Aunque el Calcolítico debe su nombre y siempre se ha identificado con el uso de los primeros metales por parte del hombre, hay muchos otros procesos de cambio asociados que son incluso más importantes que la propia metalurgia:
- la intensificación de la producción;
- los nuevos modelos de ocupación del territorio;
- la especialización artesanal;
- el incremento de los intercambios;
- la estratificación social.

Todos ellos juntos provocaron a partir del V milenio a. C. en el entorno del Mediterráneo oriental un fenómeno que se ha denominado emergencia de las primeras sociedades complejas. Dentro de este conjunto de procesos la metalurgia fue únicamente una innovación tecnológica relativa, ya que fundir minerales cupríferos no requiere de técnicas especiales, sino solo de un cierto perfeccionamiento de los métodos utilizados para la fabricación de cerámica: la fusión del cobre se realiza a 1083 °C, temperatura que había sido casi alcanzada por algunas comunidades ceramistas en el Neolítico.
El aumento de la productividad en la agricultura se debió conseguir gracias al uso del arado; en el Mediterráneo, además, con las técnicas de regadío y la domesticación de la vid y del olivo, de todo lo cual se han encontrado indicios. Así, se pudieron ampliar las superficies en explotación y, gracias a la aparición del carro, transportar los excedentes producidos para su intercambio. En la ganadería se produjo lo que se ha venido a denominar revolución de los productos derivados, consecuencia del aprovechamiento de la fuerza motriz del ganado, de la leche (y sus derivados) y de la lana.

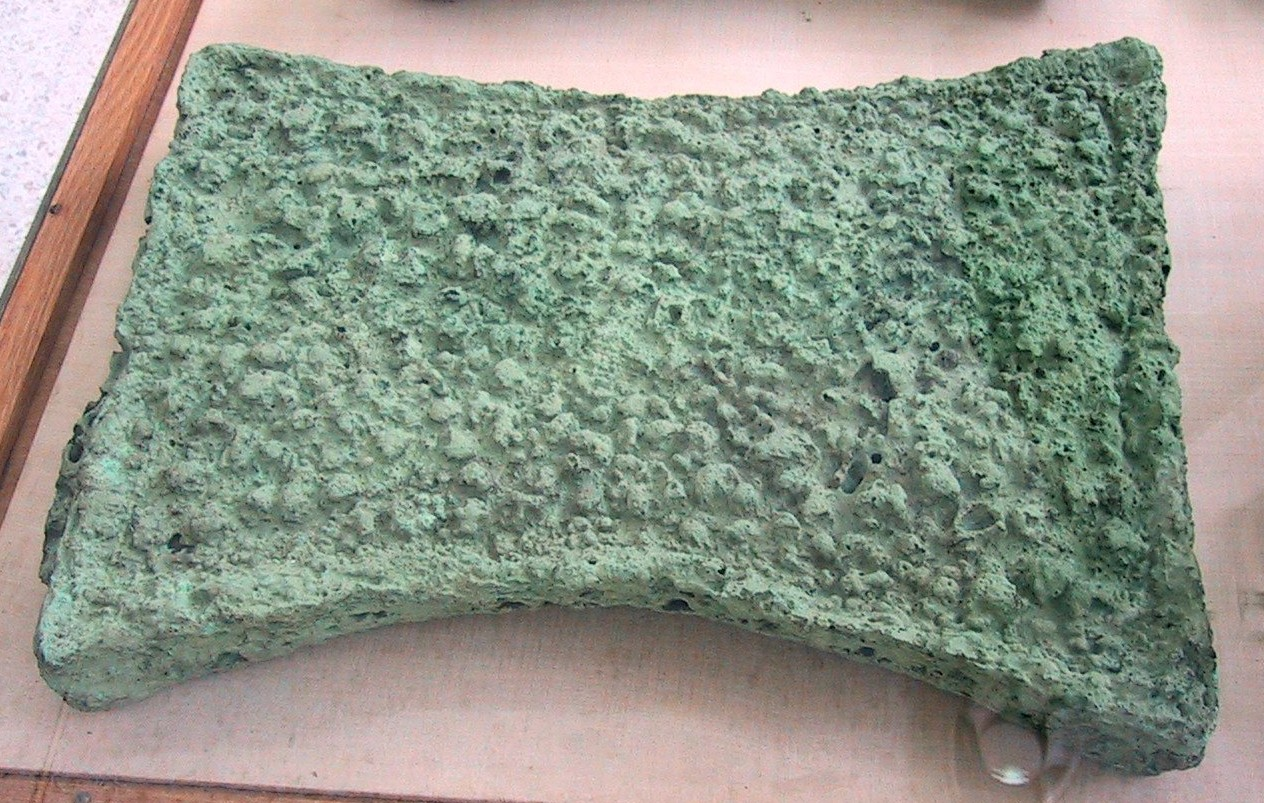
Lingote de cobre minoico. Hallado en Zakros.

Para Renfrew, Chapman y sus seguidores, la complejidad social fue el resultado del incremento y diversificación de la producción y los intercambios. Marginados actualmente los modelos difusionistas, el debate se ha centrado últimamente en la importancia que tuvieron en la transmisión cultural los contactos entre grupos humanos, probados por abundantes evidencias. Gracias a los intercambios se generalizó el uso de la rueda y del carro por Europa central y occidental, mientras que la metalurgia del cobre se extendió  acompañando la expansión del vaso campaniforme. La uniformidad y extensión de los fenómenos campaniforme, cordado y globular suele ser interpretada como resultado del comercio a larga distancia.
Todos estos cambios provocaron el paso del modo de producción doméstico neolítico, autárquico y dirigido por grandes hombres, a una serie de economías integradas e interdependientes, controladas por jefes estables, que, ejerciendo la coerción, se apropiaban de los excedentes, con lo cual comenzaron a generarse las primeras grandes desigualdades en el seno de las sociedades. Asimismo se produjo un claro crecimiento demográfico, que provocó la expansión, estabilización y nuclearización de las poblaciones, que, sobre todo en el área mediterránea, alcanzaron niveles considerados como proto-urbanos, con estructuras suntuarias, cierto urbanismo y una incipiente jerarquización de los asentamientos. A estas sociedades se les ha dado el calificativo de pre-estatales.
El carácter transformador de la metalurgia probablemente debió incidir en las mitologías calcolíticas generando divinidades demiúrgicas (modificadoras de la materia), y la estratificación social se debió reflejar también en unos panteones más jerarquizados, regidos por deidades masculinas y guerreras, que desplazaron a las diosas madre neolíticas.
Virtualmente cada aspecto de la vida en el calcolítico está asociada a lo ritual. Se llevaban adelante ceremonias para honrar a los Dioses y a los cuerpos celestiales. Es en esta Edad que emerge el concepto de "santuario" —la morada terrenal de los Dioses—. Tres santuarios del calcolítico han salido a la luz: al Oeste del mar Muerto, en Ein Guedi, en Teleilat el-Ghassul, Jordania, y en Gilat, parte Norte del desierto del Néguev.

## Calcolítico inicial en el Próximo Oriente

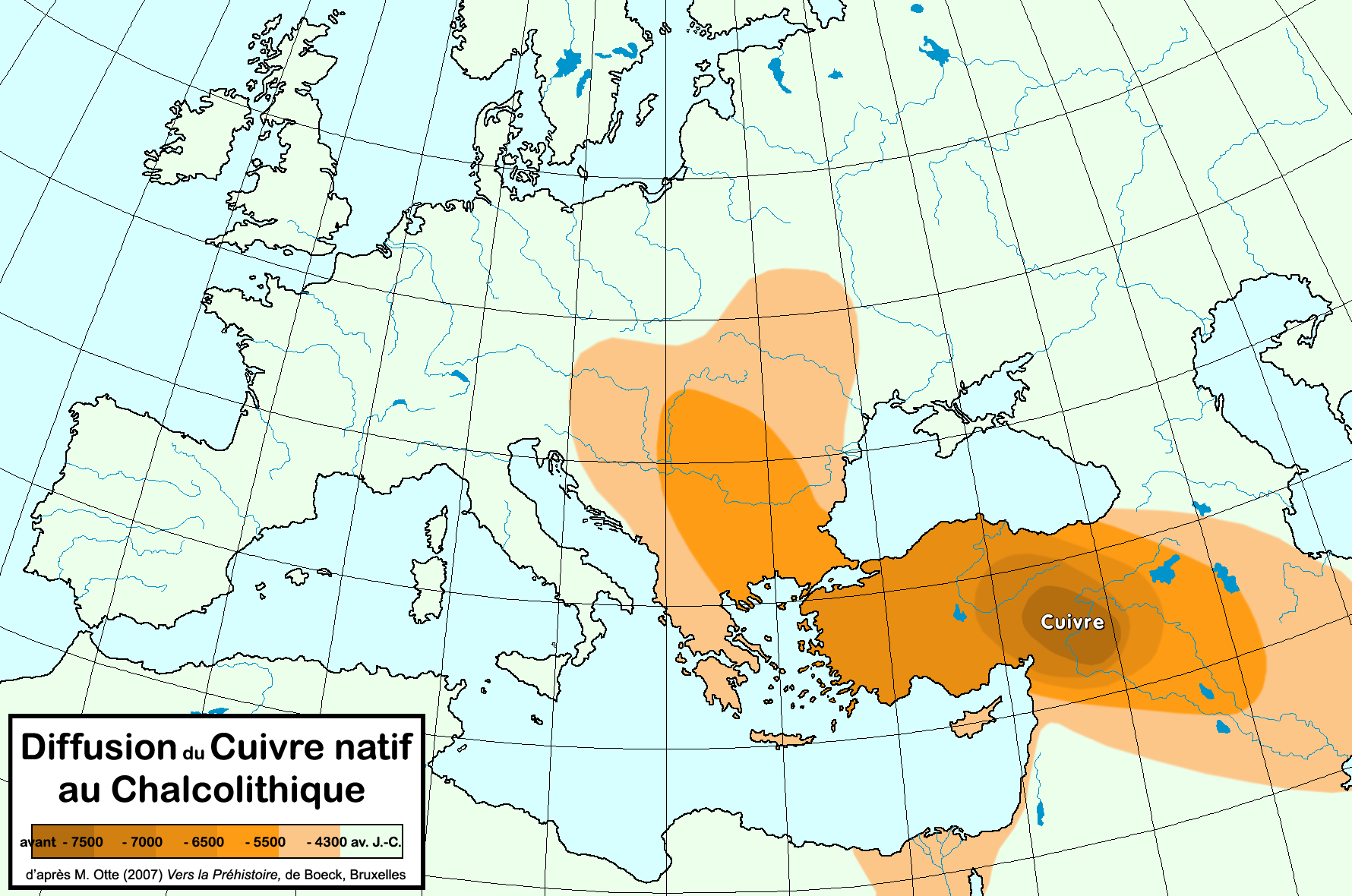
Área de difusión del uso del cobre nativo en el Calcolítico:
7500 a. C.
7500-7000 a. C.
7000-6500 a. C.
6500-5500 a. C.

El cobre comenzó a ser fundido en el sur de Anatolia durante el VI milenio a. C. para realizar adornos y/o complementos mientras se seguían utilizando las mismas herramientas líticas (o de otros materiales) del Neolítico, ya que los artefactos fabricados en este metal (sin ningún tipo de aleación) eran menos eficaces que los de sílex u obsidiana. Las primeras evidencias proceden de Çatalhöyük, pero en niveles correspondientes a los años centrales del milenio aparecen también en Hacilar algunas piezas de cobre fundido como punzones, agujas y adornos. 
En Mesopotamia la metalurgia del cobre (y del plomo) se detecta en las culturas de Samarra (Irak) y Tell-Halaf (Siria), hacia mediados del VI milenio a. C. En ambas se había empezado a practicar la agricultura de regadío y se elaboraron cerámicas hechas a mano de alta calidad, sobre todo los grupos halafienses, que construyeron santuarios, realizaron pequeñas esculturas y utilizaban sellos. En el sur mesopotámico destaca el yacimiento de Eridu (para los sumerios la ciudad más antigua, con estratos pertenecientes al principio del V milenio a. C.) que participó inicialmente de las anteriores culturas y donde se construyó un templo de pequeño tamaño. De la misma época El Obeid nos ha legado cerámica hecha a torno, armas y adornos de metal, así como templos monumentales que anticipaban los posteriores zigurat.
Desde el 5000 a. C. en Ugarit (Siria) y desde el 4500 en Palestina y Biblos (Líbano) comenzaron a manufacturarse pequeñas cantidades de objetos metálicos que en el caso de Biblos no solo fueron de cobre sino también de oro y plata.
En el valle del Nilo se desarrolló a partir del 4000 a. C. la cultura de Nagada, correspondiente al período predinástico y conocedora ya de la metalurgia, aunque la mayoría de los objetos encontrados se fabricaron en piedra. Ha sido considerada un protoestado, con agricultura de regadío y una extensa necrópolis con claras diferencias sociales. Durante esta época aparecieron las convenciones artísticas y los signos religiosos (de inicial carácter totémico) que estructuraron posteriormente el Egipto faraónico. Asimismo, se desarrolló una importante artesanía que utilizó de manera limitada los minerales de cobre, oro y plata (procedentes seguramente de la península del Sinaí) para crear alfileres, amuletos y otros adornos.

## Balcanes en el IV milenioa.C.: primeros protoestados europeos

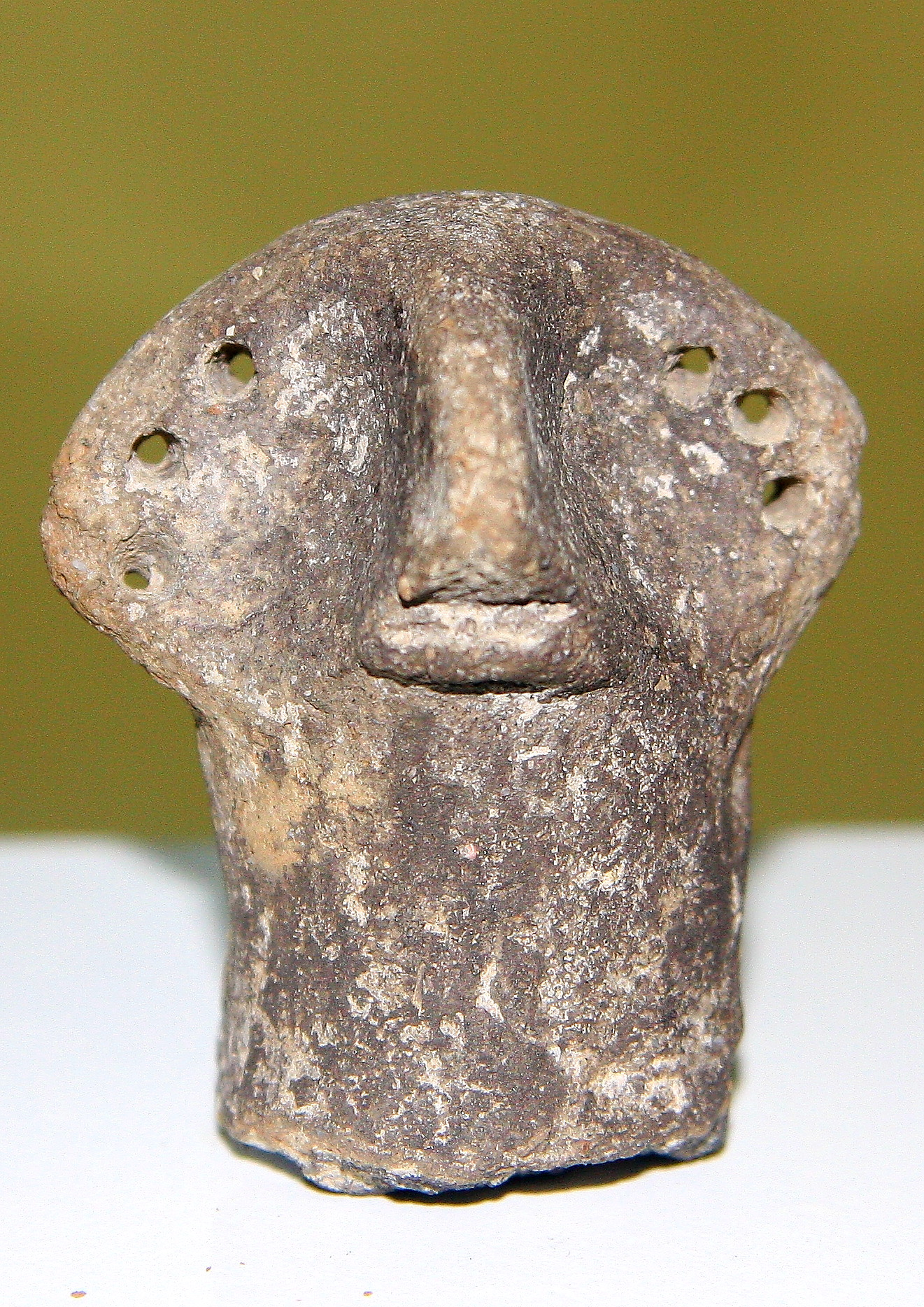
"Cabeza de un ídolo" correspondiente al grupo de Gumelnitsa.

Hasta los años 70 del siglo XX los modelos difusionistas establecían que la metalurgia llegó a Europa como consecuencia de la influencia de Troya, Eutresis o las Cícladas, ligadas a las civilizaciones orientales, supuestamente más desarrolladas. Pero las series de carbono-14 demostraron que la metalurgia balcánica era casi un milenio más antigua que la de sus supuestos inspiradores. Así, en 2008 se encontró un hacha de cobre en el yacimiento de Plocnik (Serbia), en un contexto del V milenio a. C. Las investigaciones establecieron que, hacia el 4000 a. C., en los Balcanes había surgido de manera autóctona una potente industria minero-metalúrgica del cobre, asociada a una orfebrería impresionante, en un entorno social que algunos autores han llegado a denominar la «primera civilización europea». Situados entre el Danubio y Tesalia, los focos principales fueron Vinça, Gumelnitsa, Salcuta, Cucuteni y Tiszapolgar, contemporáneos de los grupos neolíticos griegos. El grupo de Vinça se extendió por la actual Serbia; el de Gumelnitsa por Bulgaria y Rumania; el de Salcuta, muy ligado al anterior, por el oeste de Bulgaria; Cucuteni por Besarabia, Moldavia y Ucrania; Tiszapolgar por la cuenca de los Cárpatos.
Los elementos de cobre más fabricados fueron herramientas tipo hachas, perforadas y de doble uso (hacha-pico, martillo o azada), así como adornos (anillos, brazaletes y alfileres). Mas todo ello era únicamente para la ostentación de sus poseedores, no de uso utilitario, ya que los artefactos fabricados en piedra eran mucho más fuertes y duraderos. Los metales sirvieron básicamente para afianzar la posición de las élites emergentes, como expresión de su estatus social, de su poder, algo que refleja claramente la necrópolis calcolítica de Varna. Allí se han encontrado hasta 3000 objetos de oro, la mayoría de pequeño tamaño; unos cincuenta elementos de cobre; millares de cuentas y brazaletes de conchas; hojas de sílex; cuentas de cuarzo; ídolos de hueso y cerámicas pintadas tipo Gumelnitsa. La gran mayoría de estos objetos estaban asociados a unas pocas tumbas y cenotafios, denominados principescos, más ricos los masculinos que los femeninos; un segundo grupo de enterramientos que cuentan con unas pocas piezas preciosas y útiles de cobre han sido asociados con una élite de artesanos especializados; un tercer grupo más numeroso dispone de un único adorno o pieza utilitaria, además de cerámica; finalmente, la mayoría de las sepulturas solo tienen como ajuar un solitario vaso cerámico o incluso nada. En esta necrópolis se advierte la estructura piramidal de una sociedad compleja, en la cual unos pocos individuos ostentaban el liderazgo del grupo, acaparaban las riquezas y lo manifestaban a través de unos símbolos exclusivos de su clase social: el oro, el cobre y las conchas procedentes del mar Egeo.
La excavación de numerosos asentamientos de nueva creación hace suponer que la demografía experimentó un importante auge: se ha estimado que solo en la actual Bulgaria hubo unos 1000 poblados, de muy distintas dimensiones, habitados por cerca de 100 000 personas. Además, la planificación previa de muchos de estos asentamientos, con planta rectangular o circular, fortificaciones, orientados a los puntos cardinales y con dos calles principales que se cruzan en el centro, nos indica que estamos ante un estadio social protourbano. La aparición de viviendas singulares (diferenciadas de las demás) y de edificios reservados al culto (abundantes en ofrendas, tesoros y figurillas), además de talleres cerámicos y/o metalúrgicos, nos aproximan a un escenario definido como propio de una civilización. Por si esto no fuera suficiente, se han hallado en Vinça y Gumelnitsa tabletas de arcilla, cerámicas y un sello grabados con ideogramas, considerados el primer intento europeo de escritura. Pero todo este brillante proceso cultural quedó bruscamente interrumpido hacia el 3000 a. C. sin que se sepan exactamente las causas: quizás una crisis ambiental o las "invasiones" kurganas, o una mezcla de ambas.

### Karanovo VI-Gumelnitsa

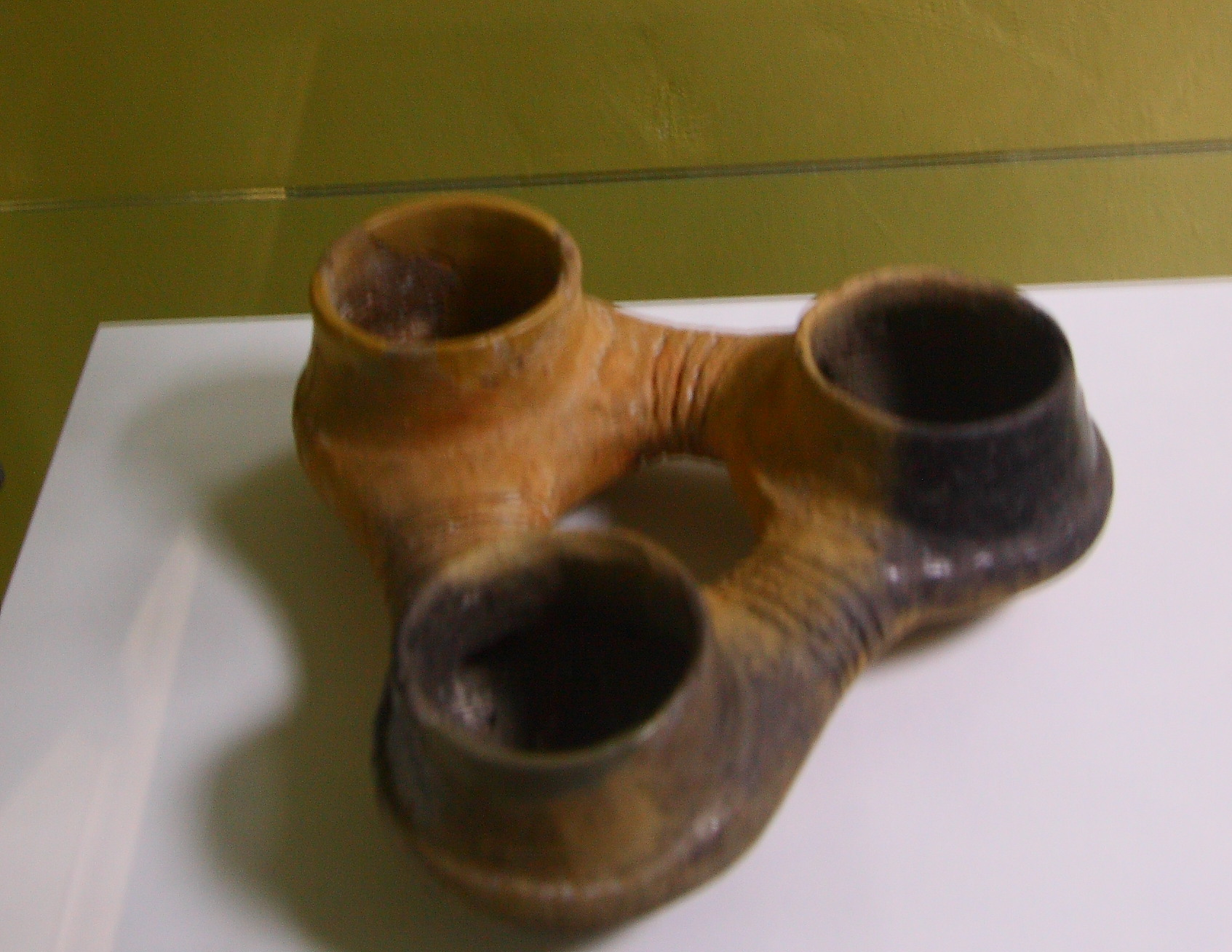
Vaso cerámico de Gumelnitsa.

En el territorio de las actuales Bulgaria y Valaquia, se desarrolló desde mediados del V milenio a. C. la cultura arqueológica de Karanovo VI-Gumelnitsa, en la cual se aprecia un cierto urbanismo con el diseño y construcción de redes de calles y estructuras defensivas. La vivienda seguía en la tradición danubiana de casas hechas con postes y arcilla, tejados a doble vertiente y ventanas redondas, albergando en ocasiones talleres domésticos de herramientas, bisutería y tejidos. Las industrias del sílex, cerámica y cobre aparecen muy desarrolladas, lo que denotaría una fuerte especialización tanto artesanal como minera que, a su vez, requeriría de una clara jerarquización social. 
Esta se evidencia en necrópolis como la de Varna (ver supra), datada hacia el 4500 a. C. y en cuyas tumbas encontramos grandes diferencias entre los ajuares, que evidencian caracteres hereditarios y denotan la existencia de una élite principesca. Por lo general las inhumaciones mantenían el rito tradicional (en posición fetal), aunque aparecen algunos cadáveres en posición estirada, así como cenotafios (tumbas simbólicas sin cuerpo, pero con ajuar).
La religión aparece reflejada a través de ciertos edificios considerados templos, que albergan en su interior altares decorados en rojo sobre blanco con motivos solares y espirales. Se supone que sería una religión solar, asociada al culto de la Diosa madre, cuyos ídolos (muy esquematizados) aparecen en abundancia. También se encuentran figurillas votivas con rasgos individuales, tanto femeninas como masculinas y de parejas. 
En la fase Karanovo VI (hacia 3600 a. C.) se explotaban las minas de calcopirita de Ai Bunar en Stara Zagora, de las que se conocen 11 pozos de 20 m de profundidad. Se utilizaba el fuego para resquebrajar las rocas y extraer el mineral. Este era convertido en polvo en las aldeas cercanas, para después transportarlo a los lugares donde se fundía. La cerámica es como la de la última fase de Boian, pintada al grafito, apareciendo después nuevas formas como copas de borde grueso sin decorar, recipientes finos de dos asas y los "askoi".

### Vinça
De la fase Vinça-Plocnik se conocen las minas de Rudna Glava en Bor, donde se explotaban durante el IV milenio a. C. unos 30 pozos mediante sistemas similares a los de Ai Bunar. Están consideradas como las evidencias europeas más antiguas de la minería del cobre. El urbanismo muestra continuidad con la fase neolítica anterior, con la salvedad de que los poblados suelen estar fortificados. Se han encontrado figurillas antropomorfas de terracota y depósitos de artefactos metálicos.

### Cucuteni-Tripolje
En las actuales Ucrania occidental, Moldavia y parte de Rumania, se desarrolló esta cultura arqueológica identificada a través de sus recipientes globulares y sus enormes poblados rodeados por fosos y terraplenes. En ella se practicaba el enterramiento en postura extendida. Los cultos a la Diosa madre y a las divinidades animales adoptaron formas más definidas, construyéndose templos y altares al aire libre, así como fosas rituales en las que aparecen (junto a restos animales, vasos, cenizas y trozos de adobe) huesos humanos, lo cual hace pensar en posibles sacrificios rituales de personas. La aparición de cerámica impresa a cordón evidencia contactos con Sredny Stog.
Los grandes asentamientos del sur de Ucrania solían estar en lugares estratégicos y protegidos por trincheras y terraplenes, llegando a acoger entre 5000-8000 personas. Los edificios seguían un plan urbanístico, ordenados en círculos concéntricos sucesivos, con callejones radiales que partían del centro y aprovechaban al máximo el espacio disponible. Hay documentados barrios enteros de artesanos especializados, que disponían de hornos complejos y del torno alfarero, lo que les permitiría producir en serie su cerámica. En Rumanía y Moldavia los asentamientos fueron algo menores, pero aun así, de dimensiones considerables, como el de Petreny, que pudo tener entre 2000 y 4000 habitantes.

### Tiszapolgar
La cultura de Tiszapolgar, de tradición tesalia, desarrolló la metalurgia y con esta la estratificación social, visible a través de sus ajuares, que incluyen hachas "mágicas", nódulos de sílex importado y hachas martillo de cobre.

## Pueblos de los kurganes
Los grupos de los kurganes fueron asociados por Marija Gimbutas a la expansión por Europa de los idiomas indoeuropeos. Estos grupos eran una amalgama de pueblos diferentes que habitaban las estepas euroasiáticas al norte del mar Negro y que compartían algunos rasgos culturales comunes como los enterramientos en túmulos (kurganes), el uso del caballo o una economía ganadera.
La cultura yamna, también conocida como cultura de las Tumbas de Fosa, se caracterizaba por sus tumbas en forma de túmulo o "kurgán", apareciendo hacia 3500 a. C. al este del Volga y por todo el Turquestán. Instalaban sus pueblos en alturas, fortificándolos a menudo. Su economía era mayoritariamente agropecuaria, con rebaños de ovejas sobre todo. Desarrollaron la metalurgia del cobre y una cierta especialización profesional, aunque las jerarquías no se reflejan con claridad antes del 3000 a. C. Enterraban a sus difuntos bajo túmulos o kurganes (que a veces están rodeados de lajas de piedra) en posición flexionada sobre su espalda, espolvoreando los cadáveres con ocre o yeso y acompañándolos de ofrendas de carne y vasos cerámicos. Cada túmulo suele contener varios enterramientos, lo que les daría carácter de mausoleos familiares.
Simultáneamente, al oeste del Volga se produjeron considerables transformaciones que afectaron a la cultura de Sredny Stog II: a la gran importancia que adquirió el caballo, habría que añadir una clara jerarquización social y la aparición de la decoración cerámica mediante la impresión de cuerdas (cerámica cordada, ver infra). En Crimea y el Cáucaso se distinguen facies regionales, y un ejemplo excelente de una tumba principesca, la de Maykop, quizás un caudillo que dominó una amplia región. En la cuenca del alto y medio Dniéper se diferencia el grupo de Sofijevka, caracterizado por sepulturas de incineración a menudo muy próximas entre sí con una ocasional presencia de ocre en las tumbas.

## El Egeo entre el IV y el III milenioa.C.: el alba de las culturas clásicas

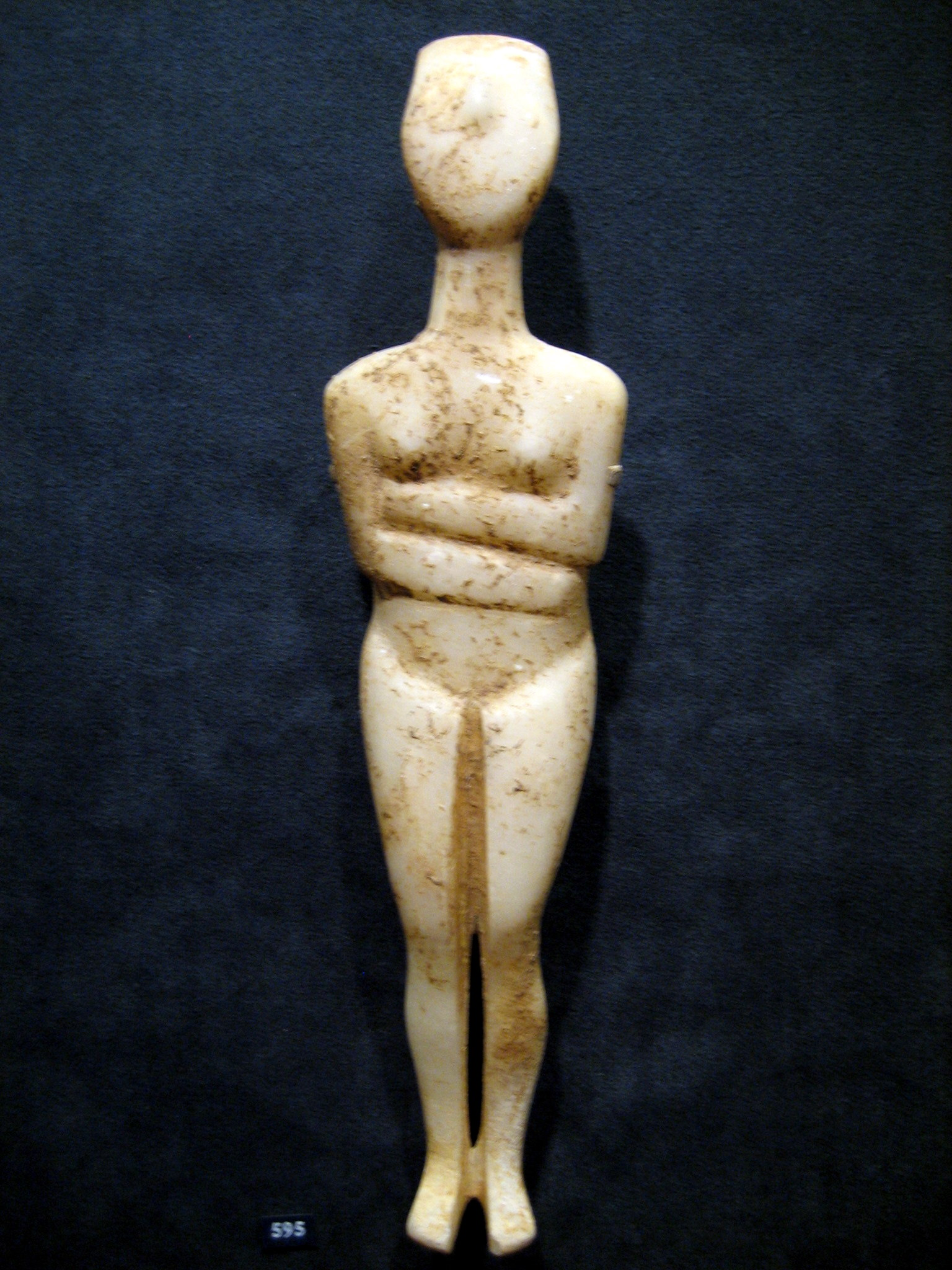
Figurilla femenina cicládica, hecha en mármol, conserva restos de ocre.

A finales del IV milenio a. C. comenzaron a producirse una serie de cambios en el ámbito del mar Egeo:
- aparición de la metalurgia del cobre poco antes del 3000 a. C.;
- incremento de la demografía;
- incremento de los intercambios entre islas y de éstas con las costas continentales;
- aparición de edificios tipo megaron y de murallas;
- estratificación social.

Estos procesos provocaron un claro aumento de la complejidad social, siendo achacados por Arthur Evans a la presión minoica, condicionada, a su vez, por sus relaciones con Egipto y el levante mediterráneo. Otros autores los han explicado como resultado de unas supuestas colonizaciones procedentes de Anatolia o de los Balcanes. Pero las evidencias arqueológicas indican una clara continuidad con los asentamientos neolíticos anteriores, aunque fueron siendo creados otros de nueva planta como consecuencia del aumento de la población. Las fortificaciones, los edificios singulares y los indicios de estratificación tienen también precedentes en el Neolítico (por ejemplo en Sesklo), lo que lleva a suponer que la mayoría de estos cambios fueron de carácter interno.
En estas transformaciones debió desempeñar un papel importante la red de intercambios que conectaba las Cícladas con Anatolia, el Ática, el Peloponeso, Creta y Rodas, y a través de la cual se movían manufacturas líticas, sal y algunos elementos metálicos, así como ideas.
Los poblados fortificados fueron, inicialmente, de modestos tamaños, no llegando a una hectárea de superficie la mayoría: Troya I, Lerna, Dímini, Jalandriani (isla de Siros), Panormo (en Naxos), Termí o Poliojni.

### Heládico inicial
Dímini, situada en Tesalia, cerca de la ciudad de Volos, resulta interesante por su precocidad, ya que la fortificación está documentada durante todo el IV milenio a. C.: estructurada en seis recintos amurallados sucesivos y concéntricos, en el interior fue excavada una casa tipo megaron, que sugiere un precedente de los "palacios" en época muy temprana.

### Cicládico inicial
El considerable aumento demográfico en las islas Cícladas no pudo deberse a una intensificación agraria, ya que sus suelos son, en general, relativamente pobres, sino, más bien, a su riqueza en materias primas: plata, cobre, obsidiana, mármol, etc. El yacimiento de Jalandriani, en la isla de Siros, ha sido considerado el arquetipo del momento, con muralla y bastiones semicirculares, viviendas rectangulares separadas por callejones, tumbas colectivas, pero con ajuares diferenciados y abundantes ídolos femeninos de pequeño tamaño, con los brazos cruzados, sentadas o de pie y con el sexo muy evidente.

### Minoico inicial (o antiguo)

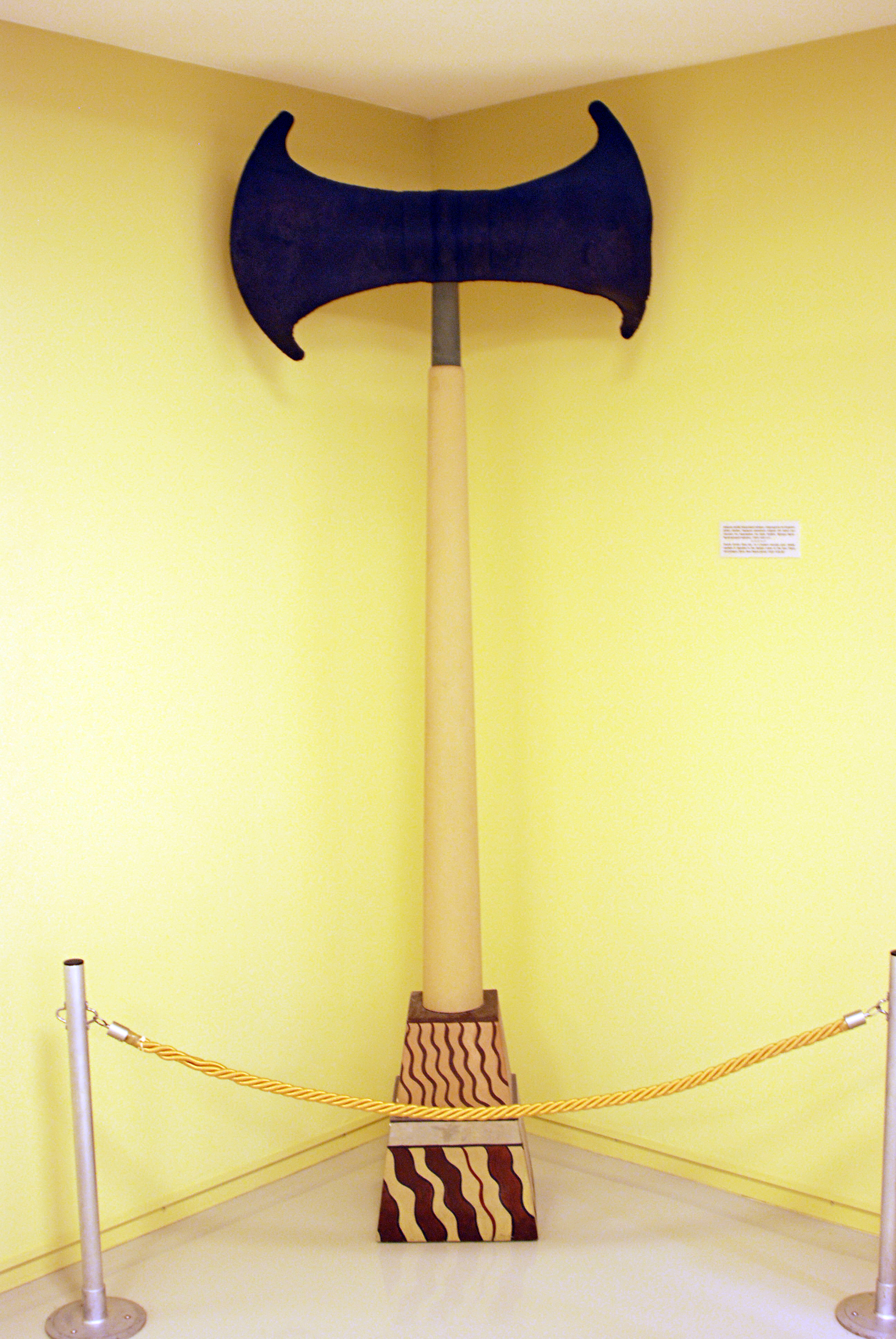
Labrys minoico: doble hacha simbólica utilizada para usos ceremoniales.

Ya desde finales del Neolítico en Creta habían aparecido viviendas rectangulares compartimentadas y con almacenes, en las cuales se han hallado algunos objetos de cobre. La continuidad con el período anterior en Cnosos y Festos es indudable, aunque no en el resto de la isla. Se siguió usando la cerámica incisa neolítica, pero también otras tipologías nuevas decoradas con motivos lineales y geométricos, apareciendo las jarras-pitorro y los característicos vasos tipo cáliz. Aunque en los primeros momentos los elementos de cobre no fueron abundantes, siendo de piedra la mayoría de las herramientas utilizadas, hacia el final del período se generalizaron, consiguiéndose probablemente hacia el 2300 a. C. realizar la aleación con estaño.
Se han encontrado inhumaciones individuales bajo los suelos de las casas, en cuevas o en abrigos, pero también aparecen (sobre todo en la región de Mesará) enterramientos colectivos en tumbas circulares de hasta siete metros de diámetro, construidas en piedra y con ricos ajuares.
Hacia finales del período la sociedad minoica aparecía claramente estratificada y con un sistema de jerarquización territorial en el cual asentamientos como Cnoso, Festo y Vasilikí funcionaban como centros principales. No tenían estructuras defensivas ni edificios comunales, pero sí casas diferenciadas, que todavía no pueden considerarse palacios. La base económica era la agricultura, diversificada gracias al cultivo del almendro, olivo y la vid. El comercio y la artesanía estaban todavía poco desarrollados, aunque se importaba obsidiana de Milo, marfil de Egipto y, posiblemente, también de allí metales preciosos.

## Malta: primeros templos megalíticos

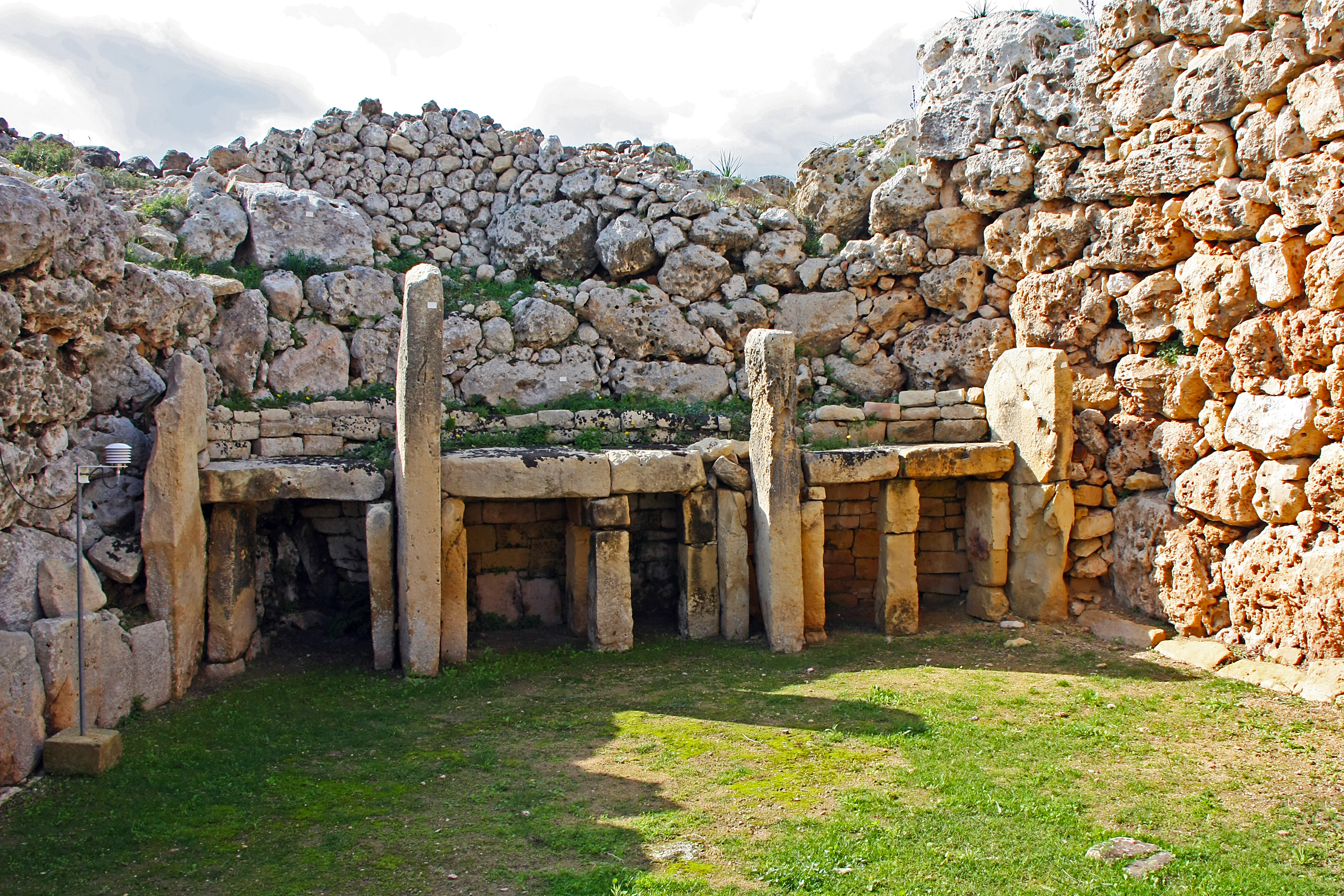
Nichos en el ábside del templo de Ggantija, Malta.

El inicio del Calcolítico en el archipiélago maltés es sincrónico al del Egeo y corresponde con la construcción de los, hasta ahora, primeros templos del mundo realizados en piedra. Mientras que los asentamientos nos son prácticamente desconocidos (aunque se han identificado algunas cabañas de forma oval), las estructuras funerarias y rituales alcanzaron una monumentalidad sin parangón para la época. Según Renfrew, los templos debieron tener, además de su función religiosa, un carácter referencial, sirviendo a cada una de las jefaturas que los levantaron como símbolo de su poder. Ggantija, Hagar Qim, Mnajdra o Tarxien, por mencionar los principales, están construidos siguiendo la misma tipología, aunque unos presentan mayor complejidad que otros: un corredor como eje principal que atraviesa distintos espacios de forma ovalada y en conjunto tienen una planta similar a un trébol. Además de los templos se ha de destacar el hipogeo de Hal Saflieni, excavado bajo una colina en cuya parte superior se situaba la puerta de entrada a las cámaras, antecámaras y corredores que, dispuestos en tres niveles, ocupan unos 500 metros cuadrados y contenían unas 7000 inhumaciones.

## Foco autóctono peninsular: Vila Nova y Los Millares

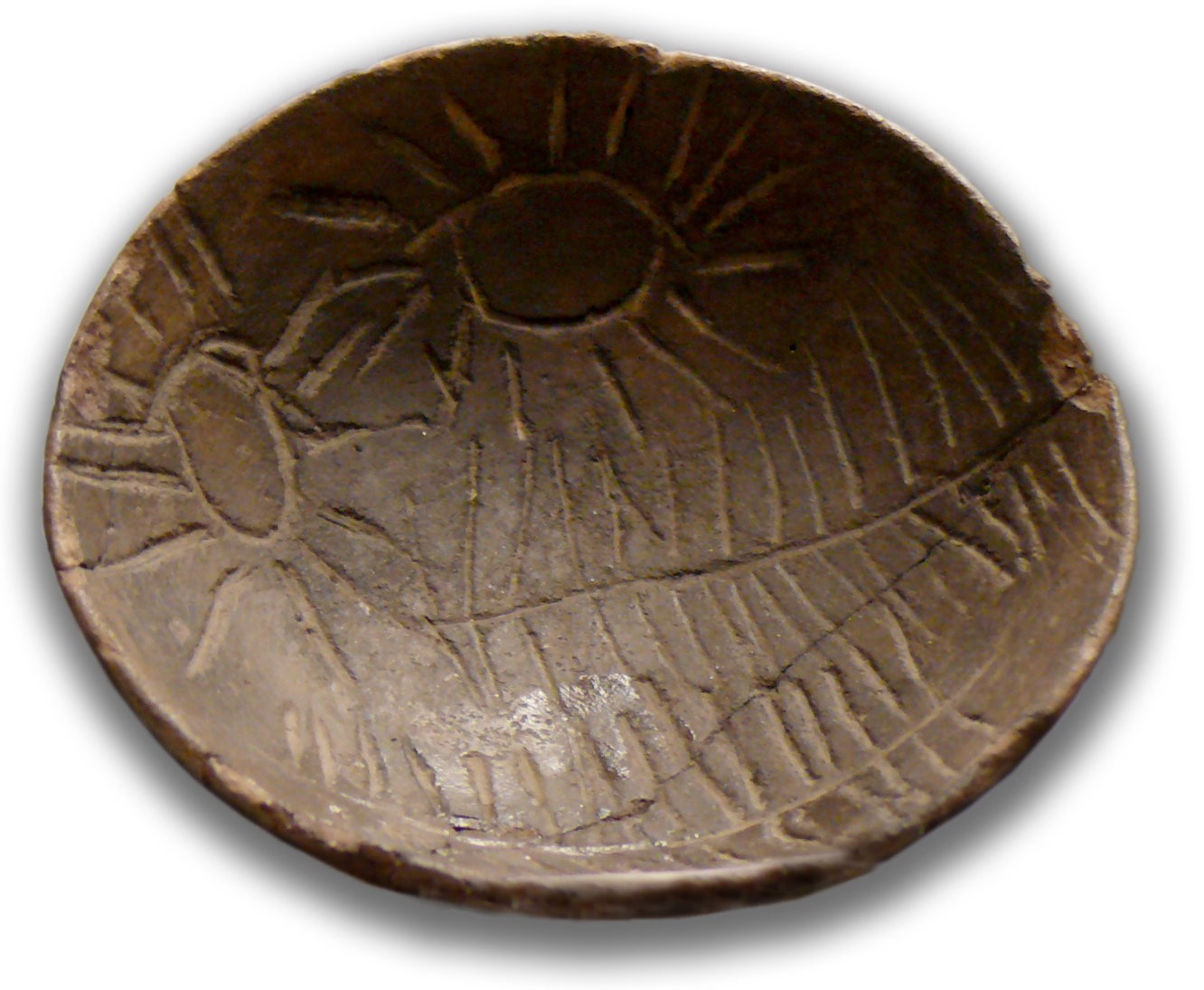
Cuenco oculado de Los Millares

El Calcolítico se abrió en la península ibérica con dos culturas enraizadas respectivamente en la tradición megalítica portuguesa y en la neolítica cultura de Almería. Son características sus poblaciones fortificadas, que alcanzaron en los casos de Los Millares o Zambujal un considerable tamaño. En los años de su descubrimiento se habló mucho de fortificaciones levantadas por colonos del mar Egeo, debido a su relativa proximidad al mar y a sus supuestas similitudes con las civilizaciones egeas de la Edad del Bronce. Pero las modernas dataciones con carbono-14 han establecido su anterioridad a estas últimas y, además, todavía no se ha encontrado un solo objeto de procedencia oriental, aunque algunos ídolos tienen ciertas semejanzas formales.
Entre ambos grupos se extienden las regiones andaluza y extremeña en España, y el Alentejo y Algarve portugueses, muy influidos por los grandes centros de los Millares y Vila Nova, apareciendo poblados fortificados y abundantes megalitos: dólmenes de corredor, tholoi, cuevas artificiales, etc. Como en la fase anterior, las importaciones de materiales africanos y escandinavos (ámbar) eran habituales, ya no solo en Portugal sino también en el sur ibérico.

### Vila Nova
En la Estremadura portuguesa y la península de Setúbal, comenzó a desarrollarse desde el 3100 a. C. aproximadamente, una gran complejidad cultural cuyo referente principal ha sido el yacimiento epónimo de Vila Nova de São Pedro (VNSP), un pequeño asentamiento fortificado al norte del estuario del Tajo, donde se encontraron miles de puntas de flecha. La población conocida más grande fue, sin embargo, Zambujal, situada justo en el centro de la península de Estremadura y que parece acumular en su secuencia estratigráfica hasta seis niveles consecutivos, manteniendo siempre un recinto amurallado con escasas entradas. En esta región aparecen un total de 21 asentamientos fortificados, siendo habituales los enterramientos en cuevas artificiales, de los que se conocen una decena. En cambio, no se ha encontrado ningún tholos.
A partir del 2900 a. C. es característica de este grupo cultural la cerámica campaniforme, así como la presencia de innumerables ídolos, tanto antropomorfos, como placas de piedra decorada, báculos de pizarra, betilos (columnillas troncocónicas de piedra con carácter votivo), lúnulas de arcilla y simples falanges de toro.

### Los Millares

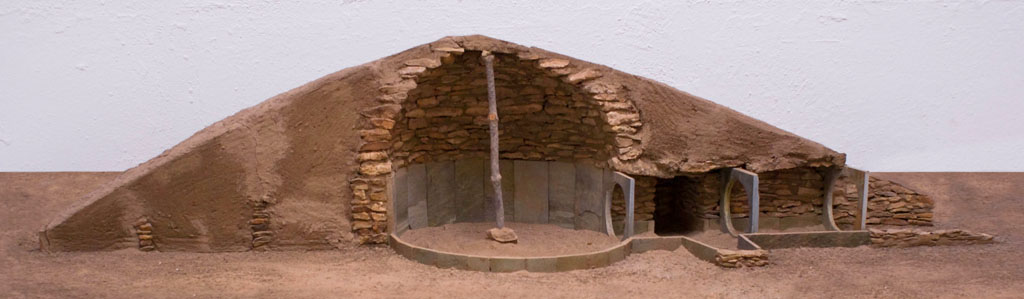
Maqueta de un tholos característico del poblado de Los Millares (Santa Fe de Mondújar, Almería, España).

Luis Siret descubrió a finales del siglo XIX el otro gran centro de complejidad cultural de la península: el asentamiento de Los Millares, situado sobre el río Andarax, que en aquella época debía tener mayor caudal que en la actualidad, siendo posiblemente navegable. Este gran poblado almeriense empezó a configurarse a partir del 3100 a. C. y duró hasta el 2200 a. C. aproximadamente, diferenciándose de otros asentamientos de su entorno por sus grandes dimensiones. Los enterramientos de esta población eran colectivos y se realizaban en sus característicos tholoi (esta sería la principal diferencia con Vila Nova), donde se han recuperado idolillos con motivos oculares, en forma de violín o cruciformes, así como cerámica campaniforme (algo posterior a la de Vila Nova).

## Mediodía francés
El Mediodía francés tiene una alta densidad demográfica, pero de poblados pequeños que albergaban casas con muros de piedra en seco y tejados a doble vertiente. Algunos de los pueblos de Provenza estaban fortificados, habiéndose encontrado además dos fortalezas de esta época en Hérault.
El hallazgo de puntas de flecha en algunos esqueletos, junto a la práctica exitosa de trepanaciones para curar traumatismos craneales, inducen a pensar en que los conflictos eran habituales. Además, está comprobada la interrupción del comercio de sílex melado y de obsidiana, diversificándose los puntos de extracción de piedra. El cobre utilizado se extraía localmente.
Los enterramientos eran de carácter colectivo, en megalitos tipo tholos, en cuevas artificiales y también naturales, así como en hipogeos y en galerías abandonadas de minas. La abundante cerámica encontrada, dividida en cinco tipologías, sufrió inicialmente un empobrecimiento formal en comparación con la época anterior, así como la pérdida de toda decoración.

## Herederos de los protoestados balcánicos
Al esplendor de Vinça, Gumelnitsa, Salcuta, Cucuteni y Tiszapolgar les sucedió una serie de grupos cuyos poblados perdieron las características protourbanas anteriores, desapareciendo todo rastro de ideogramas y cuya producción metalúrgica se vio reducida a una décima parte. Este brusco declive fue relacionado por Marija Gimbutas con unas supuestas invasiones de los pueblos de las estepas nordpónticas; según Nandor Kalicz, con la entrada de grupos anatólicos. Actualmente, a las viejas explicaciones difusionistas se prefieren unos modelos menos rupturistas y con más matices, aunque se reconoce una cierta aculturación externa: en esta época la mayoría del cobre era de procedencia caucásica y un porcentaje significativo de recipientes cerámicos seguían modelos orientales (cerámica cordada) o egeos (piezas lisas o acanaladas).

### Cerdanova
En el área de Gumeniltsa se desarrolló el grupo de Cerdanova, cuyos yacimientos más característicos son Ezero y Ezerevo, los cuales presentan estructuras de vivienda tradicionales y elementos cerámicos de ascendencia foránea.
Los ritos fúnebres se asociarían a los pueblos orientales, ya que la presencia de ocre en las tumbas es habitual. Entre los objetos rituales se han encontrado imágenes de la Diosa Madre, hachas rituales y unos característicos ídolos de arcilla en forma de ancla, de origen egeo, aunque propios también de otras culturas balcánicas. El asentamiento de Ezero, aparece fortificado, albergando en su interior viviendas que, en lo esencial, siguen la tradición local y donde se han encontrado objetos de cobre arsenicado.

### Pecel-Baden
En el área de Tiszapolgar se desarrolló un característico grupo, denominado Pecel en Hungría y Baden en Croacia y Serbia, cuyas distintas fases han sido denominadas Boleraz, Kostolac y Vucedol, sucesivamente. Los poblados se situaban en alturas o al borde de ríos, estando formados por casas hechas con barro y madera, de pequeño tamaño y parcialmente excavadas en el suelo. Las tumbas conocidas son tumulares y solo de individuos masculinos, acompañados habitualmente de animales sacrificados.
El hecho de fortificar los poblados evidencia una gran continuidad de poblamiento. El culto parece que estaba centrado en la Gran Madre exclusivamente, apareciendo también algunas estatuillas humanas, posiblemente ofrendas. El ritual fúnebre era muy variado, con grandes necrópolis en las que se encuentran enterramientos individuales en posición flexionada junto a sepulturas colectivas, en las cuales algunos cuerpos aparecen en posición sentada, con los rostros quemados y con los primeros torques de la arqueología europea. También hay incineraciones diversas, tumbas múltiples, sepulturas simbólicas (cenotafios) y tumbas rituales con animales (tanto aisladas como asociadas a enterramientos humanos).

#### Boleraz
La gente de Boleraz habitaba en pueblos fortificados con fosos y terraplenes, veneraban a la Gran Madre y a los dioses animales y poseían una cerámica de boca de embudo, bruñida con brillos metálicos, de excelente calidad. Pero su rasgo más característico era su ritual funerario de incineración en pequeños círculos de piedras conocidos como crómlech, aportando un ajuar repetitivo consistente en: jarra, copa, hachas de piedra dura y adornos de conchas.

#### Vucedol
En Vucedol (cerca de Vukovar), se excavó en el centro de la población una ciudadela, o «gradac», en cuyo interior se halló una vivienda de tipo megaron, con taller metalúrgico, así como una sepultura de catacumba, similar a las ‘nordpónticas’. La cerámica, de excelente calidad, adoptó un nuevo estilo de acabado pulido con fondo negro; la decoración siguió siendo de motivos lineales (puntillado-acanalado, incisiones, impresiones), trazando también espirales y círculos concéntricos (que podrían tener significado solar) e incrustando pasta de colores rojo-blanco-amarillo. El asta se utilizaba para la producción de hachas rituales y el cobre en la fabricación de diversos tipos de hachas. En el culto ya no se encuentran imágenes de la Gran Madre, sino solo pequeños altares cerámicos, ídolos con aspecto de rueda y recipientes zoomorfos rituales.
A través de los ajuares de este momento final del Calcolítico se percibe una fuerte estratificación, consecuencia de que los procesos metalúrgicos estaban ya dominados con carácter exclusivo por los jefes de esta sociedad.

## Vaso campaniforme

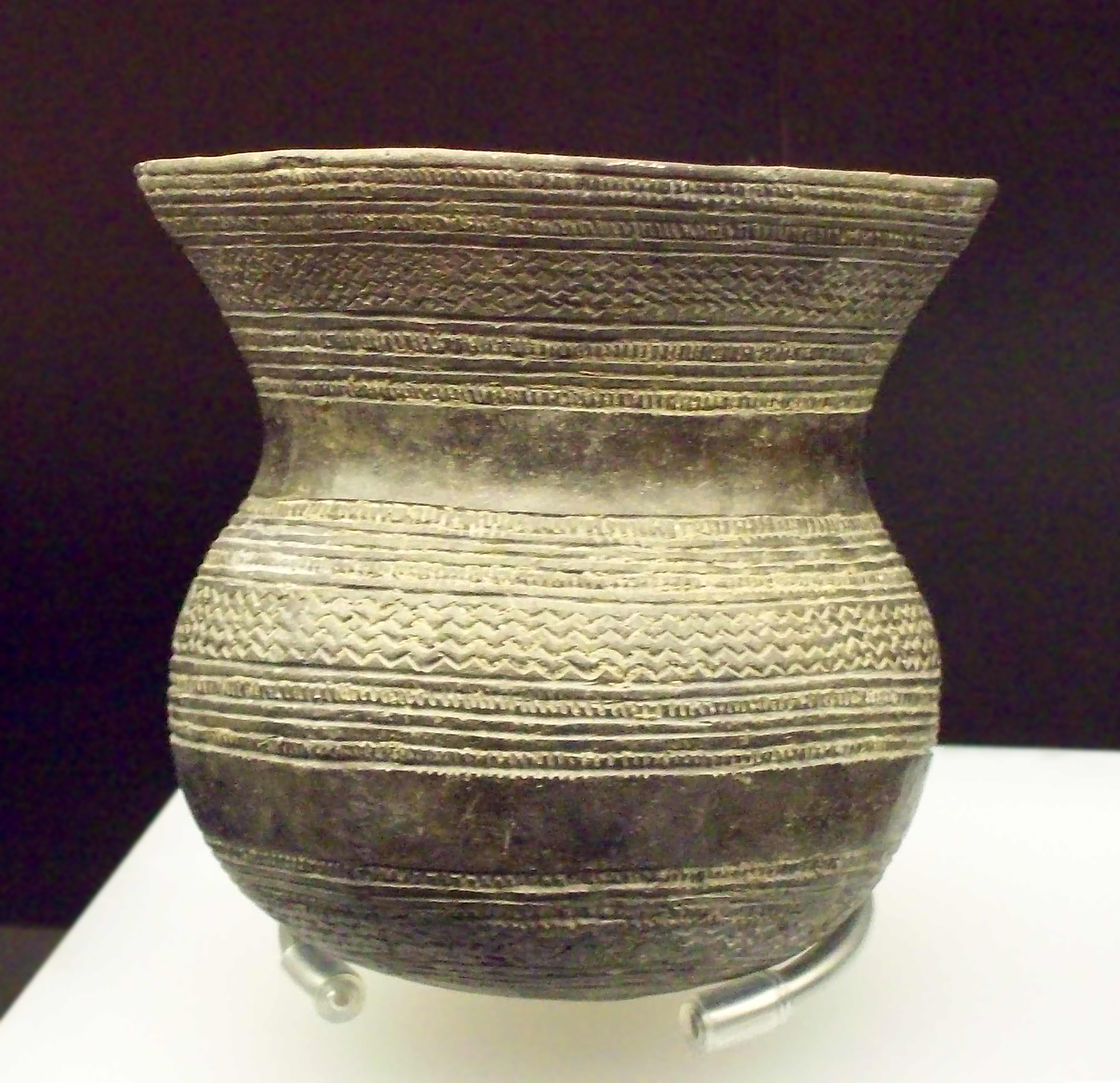
Vaso campaniforme con motivos geométricos incisos rellenos de pasta blanca, procedente de un ajuar de Ciempozuelos (Madrid, España).

El vaso campaniforme fue una manifestación cultural calcolítica que se expandió por casi toda Europa occidental, llegando a utilizarse hasta la I Edad del Bronce. Ha sido relacionado con la difusión de la metalurgia del cobre hasta tal punto que se ha convertido en su fósil director. Su denominación proviene de las especiales características de estas vasijas o vasos de cerámica, con forma de campana invertida y profusamente decoradas que han sido encontradas generalmente en contextos funerarios. Actualmente y gracias a la revisión sistemática de los datos proporcionados por el radiocarbono en vasos campaniformes de toda Europa, se ha podido establecer que los más antiguos serían los encontrados en el área del Bajo Tajo, en Portugal, con una cronología que iría del 2900 al 2500 a. C.
Estos vasos cerámicos son de excelente calidad, de color rojo o marrón-rojizo, decorados profusamente con bandas horizontales incisas (grabadas), excisas o impresas, con temas geométricos, rayados, ajedrezados, etc. Los vasos más tempranos han sido descritos como de estilo internacional, que incluiría los grupos Marítimo y AOO (all over ornamented/ornamentado y encordado completamente), mientras que los estilos posteriores se enmarcan en distintos desarrollos regionales.
Aparte de la cerámica, lo que mejor define a este horizonte arqueológico son los ajuares funerarios, que suelen consistir, casi invariablemente, en un vaso cerámico, adornos manufacturados en hueso, botones con una característica perforación en V, colgantes de arcilla en forma de creciente, espirales de oro, abundantes flechas denominadas de Palmela, puñales triangulares de cobre y unas placas perforadas de esquisto que suelen considerarse brazales de arquero. Aunque en las áreas de Vila Nova y Los Millares no hubo ruptura con las tradiciones funerarias megalíticas anteriores, en el resto de Europa, según fue avanzando el III milenio a. C., fueron generalizándose los enterramientos individuales en cistas y fosas simples, en las cuales los cuerpos femeninos y masculinos eran depositados de manera diferenciada.
La relativa unidad del vaso campaniforme en Europa a finales del tercer milenio podría explicarse como consecuencia de la gran interacción comercial provocada por unas élites ávidas de bienes de prestigio, entre los que destacaba el vaso campaniforme. Así, se podría interpretar como una moda, una vajilla de lujo usada por las jefaturas europeas en ceremonias sociales en las que se asociaba a la bebida, empleada también en pactos políticos, transmisión de conocimientos, alianzas matrimoniales, etc. Se sabe que sirvió para beber cerveza o hidromiel, según lo demuestra el análisis de los posos de la pieza escocesa de Ashgrove. Pero también fue usado en algunos casos como recipiente de reducción para fundir minerales de cobre. Hay vasos que conservan restos orgánicos asociados con comidas e, incluso, algunos fueron empleados como urnas funerarias.

## Cerámica cordada

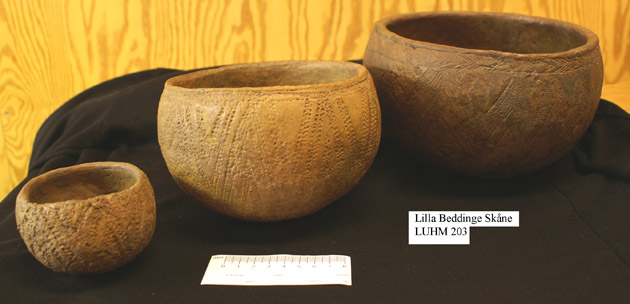
Cerámica con impresiones cordadas del cementerio de Lilla Bedinge (Skåne, Suecia).

La cerámica cordada identifica un vasto horizonte arqueológico europeo que abarca el Calcolítico y el principio de la Edad de Bronce (o sea, entre el 2900 y el 2450/2350 a. C.). Asociada inseparablemente a la denominada cultura del hacha de combate/guerra o de los sepulcros individuales, recibe unos u otros nombres en función de las distintas escuelas arqueológicas. Tanto la cerámica decorada con cuerdas como las hachas de combate (simbólicas, ya que estaban pulidas en piedra, lo que las convertía en armas poco eficientes para esa época) eran típicas ofrendas funerarias masculinas, depositadas en tumbas individuales, por lo que los tres elementos forman una asociación recurrente. Es contemporánea del vaso campaniforme, solapándose en su área de distribución más occidental con este. Aunque adoptaron una organización social y patrones de asentamiento similares, los grupos de la cerámica cordada carecían de los refinamientos de aquellos, solo posibles mediante el comercio y la comunicación por el mar y los ríos. La cerámica cordada está asociada con la introducción del metal en el norte de Europa y, según algunos investigadores, con ciertas lenguas de la familia indoeuropea.
Se conocen pocos poblados, quizá por ser demasiado precarios, pero hay pruebas de la práctica de la agricultura y el pastoreo, así como de la presencia de caballos y carros de cuatro ruedas macizas. Los enterramientos solían ser inhumaciones individuales, aunque en algunos casos se dio la incineración. Los ajuares fueron muy uniformes e incluían un vaso, un ánfora, útiles líticos u óseos y hachas rituales para los hombres, mientras que las mujeres eran enterradas con objetos suntuarios en vez de armas. También se diferenciaban los sexos acostando los cuerpos femeninos sobre su lado izquierdo y los masculinos sobre el derecho. Podía haber un pequeño túmulo o no, y en el caso de Dinamarca los túmulos contenían dos y hasta tres enterramientos sucesivos; en Polonia se mantuvo la tradición anterior de las tumbas-nicho en catacumbas.

## Expansión del megalitismo

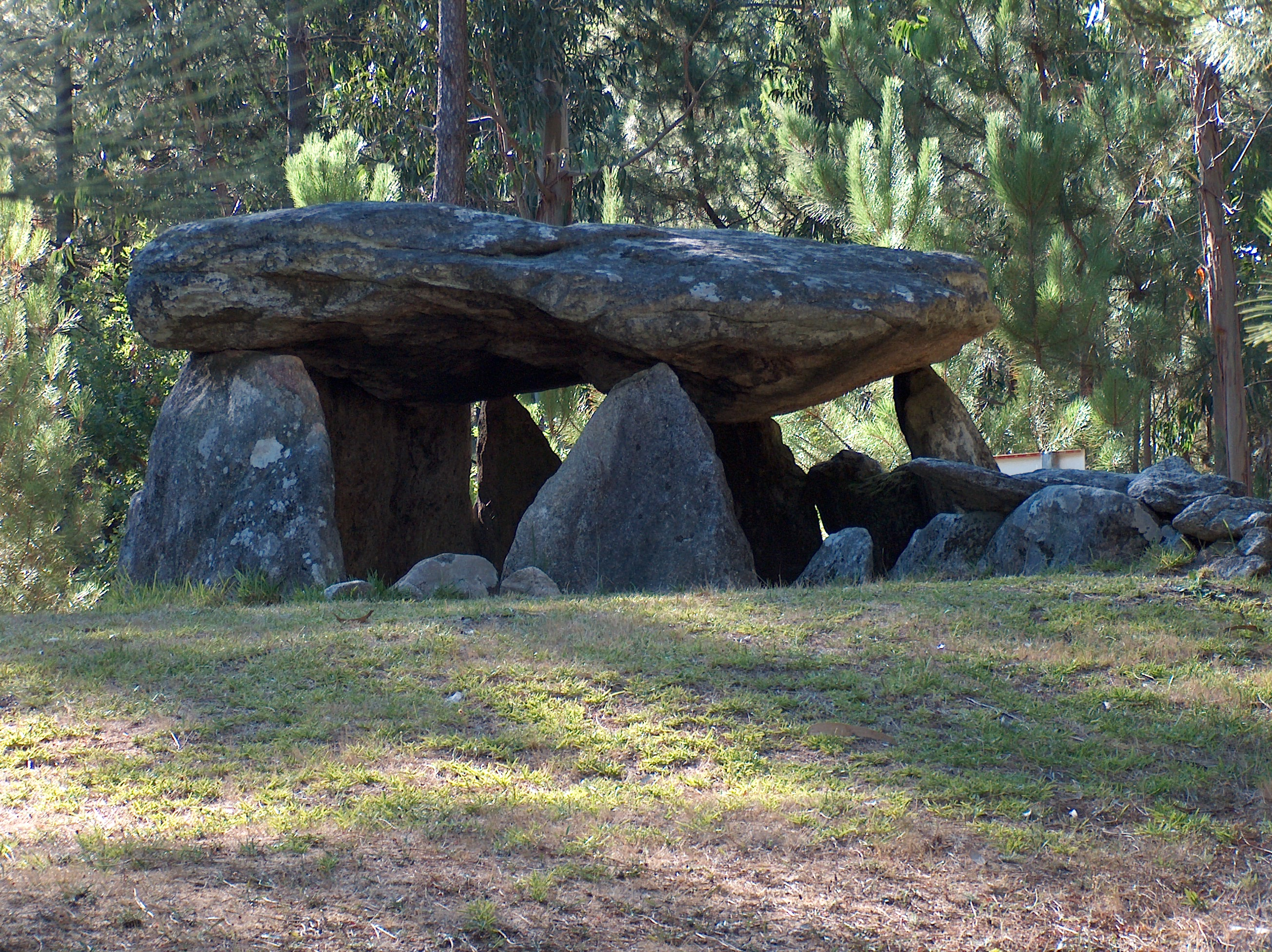
Dolmen de Anta Cerqueira, Couto Esteves, Portugal.

A partir del 3200 a. C. comenzó a levantarse el templo megalítico de Hagar Qim en Malta (ver supra). Desde el 3100 a. C. en los focos calcolíticos portugués y almeriense aparecieron importantes innovaciones en la construcción funeraria: cuevas artificiales y tholoi, ligados al desarrollo de las poblaciones fortificadas ibéricas, que formaron las primeras y únicas sociedades complejas conocidas implicadas en el fenómeno megalítico: las culturas de Vila Nova y Los Millares (ver supra).
A partir del 3000 a. C., en Gran Bretaña fueron siendo sustituidos los campos atrincherados anteriores por los complejos círculos de ortostatos conocidos como henges. Hacia 2800 a. C. se alcanzó el punto álgido del megalitismo en Dinamarca y comenzó la construcción del círculo de Stonehenge. Cerca del 2500 a. C. se llegó al clímax del megalitismo ligado al vaso campaniforme (ver supra) en la península ibérica, Francia, Alemania y las islas británicas, con la construcción de centenares de pequeños círculos de piedra en estas últimas.